# Po di Sangui
Po di Sangui è un film del 1996 coprodotto tra Guinea-Bissau, Francia, Tunisia e Portogallo e diretto da Flora Gomes su una propria sceneggiatura, scritta in collaborazione con Anita Fernández. 
Il film venne presentato in concorso al 49º Festival di Cannes.

## Trama
Nel villaggio di Amanha Lundju, ogni volta che avviene una nascita, viene piantato un albero quale gemello spirituale del nascituro, senonché giorno dopo giorno vengono abbattuti sempre più alberi per farne legna da ardere. La storia inizia quando il nomade Dou torna al villaggio e scopre che il suo fratello gemello Hami è morto per cause ignote; la tradizione vuole che si prenda cura della sua vedova, Saly, e dei suoi figli, ma egli è riluttante ad accettare questo compito. Ogni volta che Dou si reca al villaggio, tutti lo scambiano per Hami, compresa sua madre, così si rivolge all'albero del fratello defunto per chiedere consiglio. Nel frattempo, a causa di strani eventi, il vecchio stregone Calacalado ordina all'intero villaggio di intraprendere un viaggio di iniziazione attraverso il deserto e pone Dou e Saly a capo della spedizione. Durante questo viaggio, molti anziani e deboli muoiono, ma alla fine la nascita di un bambino ispira gli abitanti del villaggio a piantare un albero.

## Distribuzione
In Francia il film, dopo la presentazione al Festival di Cannes nel maggio 1996, venne distribuito commercialmente il 13 novembre 1996, mentre in Portogallo fu distribuito il 31 luglio 1998.
Inoltre il film ha partecipato ai seguenti festival cinematografici internazionali:
- Festival internazionale del cinema di Mar del Plata (8 novembre 1996)[6]
- Locarno Film Festival (1996)
- International Film Festival Rotterdam (1997)[7]
- African Film Festival New York (30 aprile 1999)[8]
- Black Movie Festival de films des autres mondes - Ginevra (15-24 marzo 2002)[4]
- FebioFest - Praga (2004)[9]
- Festival CinemAmbiente Immagini dall'Africa - Roma (7-9 ottobre 2005)[10]